# Rubus piluliferus
Rubus piluliferus är en rosväxtart som beskrevs av Wilhelm Olbers Focke. Rubus piluliferus ingår i släktet rubusar, och familjen rosväxter. Inga underarter finns listade i Catalogue of Life.